# Gernikako Arbola
Gernikako Arbola ("stablo Gernika" na baskijskom) je hrast u Guernici, Biskaja, koji simbolizira tradicionalne slobode stanovnika Biskaje, a katkad samim time i za baskijski narod u cjelini. Gospodari Biskaje (uključujući kraljeve Kastilje i karlističke pretendente na prijestolje) kod stabla su prisezali da će poštovati Biskajske slobode, što danas čine moderni Lehendakari (predsjednici) Baskije.

## Stablo
U srednjem vijeku, predstavnici sela Biskaje su održavali skupove pod lokalnim velikim stablima. Kako je vrijeme prolazilo, uloga zasebnih skupštine je prevladana skupštinom Guernici godine 1512, a njegov hrast je stekao simboličko značenje,  dok su se stvarne skupštine održavale u namjenski izgrađenoj pustinjačkoj kući (trenutna zgrada potječe je iz 1833).
Primjerci stabala čine „dinastiju“:
- izvorno stablo posađeno u 14. Stoljeću koje je trajalo 450 godina
- Staro stablo (1742. – 1892.), ponovno zasađeno 1811. Panj od njega se čuva u ograđenom vrtu
- treće stablo (1858. – 2004.), ponovno posađeno godine 1860., preživjelo bombardiranje Guernice godine 1937, ali je morao biti zamijenjeno zbog gljivica. Vrtlari iz biskajske vlade imaju nekoliko pričuvnih stabala izraslih iz žirova istog stabla.
- trenutno stablo (iz 1986.) je presađeno na mjesto svog oca 25. veljače 2005.

Značaj stabla ilustrira događaj koji se dogodio nedugo nakon bombardiranja Guernice. Kada su Francovi vojnici zauzeli grad, Tercio od Begoñe, formiran od karlističkih dobrovoljaca iz Biskaje, postavili su oružanu stražu oko stabla kako bi ga zaštitili od Falangista, koji su htjele uništiti ovaj simbol baskijskog nacionalizma.
Hrast je prikazan na heraldičkim obilježjima Biskaje i mnogih gradova Biskaje. Logo u obliku hrastovog čista se koristi od strane lokalne vlasti Biskaje. Logo baskijske nacionalističke stranke Eusko Alkartasuna također ima motiv hrasta kao i nacionalistička organizacija mladih Jarrai i baskijsko sveučilište. (Euskal Herriko Unibertsitatea )
Baskijska vlasti predstavljaju potomke stabla kao simbol prijateljstva skupoinama baskijske dijaspore i povezanih gradovima.

## Himna
Gernikako arbola je također naslov pjesme (u bertso obliku) predstavljene u Madridu (1853.) i kod svetišta oba Sveta Antuna u Urkioli (1854.) od strane baskijskog barda Iparraguirrea, u kojoj se slavi stablo i baskijska slobodu. Pjesma je neslužbena himna Baska, pored službene Eusko Abendaren Ereserkia, službene himne baskijske autonomne zajednice. Ta je pjesma izabrana za svečani kraj demonstracija održanih u Pamploni 1893., i pjevana od strane gomile, nakon raširenog ogorčenja izazvanog od španjolske vlade povredom fiskalnih uvjeta vezanih za Navaru-prosvjedima poznatim kao Gamazada. Ona je nazivana „Marseljezom Baska".
Stablo je također nadahnulo prolaz La prudencia en la mujer španjolskog dramatičara Moline i sonet Williama Wordswortha.

### Tekst himne
| izvorni gipuzkoanski tekst | tekst na Standardnom baskijskom | English |
| --- | --- | --- |
| Guernicaco arbola Da bedeincatuba Euscaldunen artean Guztiz maitatuba: Eman ta zabaltzazu Munduban frutuba, Adoratzen zaitugu Arbola santuba.     | Gernikako arbola Da bedeinkatua Euskaldunen artean Guztiz maitatua: Eman ta zabal zazu Munduan frutua, Adoratzen zaitugu Arbola santua.          | The Tree of Guernica is blessed among the Basques; absolutely loved. Give and deliver the fruit unto the world. We adore you, holy tree.             |
| Milla urte inguruda Esaten dutela Jaincoac jarrizubela Guernicaco arbola: Saude bada zutican Orain da dembora, Eroritzen bacera Arras galduguera. | Mila urte inguru da Esaten dutela Jainkoak jarri zuela Gernikako arbola: Zaude bada zutikan Orain da denbora, Eroritzen bazera Erraz galdu gera. | About one thousand years, they say, since God planted it, the Guernica tree: Stand, so, now is the time If you fall we will perish easily.           |
| Etzera erorico Arbola maitea, Baldin portatzen bada Vizcaico juntia: Lauroc artuco degu Surequin partia Paquian bici dedin Euscaldun gendia.      | Ez zara eroriko Arbola maitea, Baldin portatzen bada Bizkaiko juntua: Laurok hartuko dugu Zurekin partea Bakean bizi dedin Euskaldun jentea.     | You will not fall, dear tree, if the Biscay assembly behaves: We four will take your party so that the Basque people live in peace.                  |
| Betico bicidedin Jaunari escatzeco Jarri gaitecen danoc Laster belaunico: Eta biotzetican Escatu esquero Arbola bicico da Orain eta guero.        | Betiko bizi dedin Jaunari eskatzeko Jarri gaitezen denok Laster belauniko: Eta bihotzetikan Eskatu ez gero Arbola biziko da Orain eta gero.      | So that it lives forever, to ask the Lord, let us all kneel down quickly: and from the heart, by asking, the tree will live now and forever.         |
| Arbola botatzia Dutela pentzatu Euscal erri guztiyan Denac badakigu: Ea bada gendia Dembora orain degu, Erori gabetanic Iruqui biagu.             | Arbola botatzea Dutela pentsatu Euskal Herri guztian Denak badakigu: Ea bada jentea Denbora orain dugu, Erori gabedanik Iruki biagu.             | That they have thought to fell the tree in the Basque Country we all know. So, people, now is the time! We have to hold it up and not let it fall.   |
| Beti egongocera Uda berricua, Lore ainciñetaco Mancha gabecoa: Erruquisaitez bada Biotz gurecoa, Dembora galdu gabe Emanic frutuba.               | Beti egongo zara Udaberrikoa, Lore aintzinetako Mantxa gabekoa: Erruki zaitez bada Bihotz gurekoa, Denbora galdu gabe Emanik frutua.             | You will always be of spring, without the stain of the flowers of old. Have mercy, you of our heart, losing no time, give fruit.                     |
| Arbolac erantzun du Contuz bicitzeko, Eta biotzetican Jaunari escatzeco: Guerraric nai ez degu Paquea betico, Gure legue zuzenac Emen maitatzeco. | Arbolak erantzun du Kontuz bizitzeko, Eta bihotzetikan Jaunari eskatzeko: Gerrarik nahi ez dugu Bakea betiko, Gure lege zuzenak Emen maitatzeko. | The tree answered that we should live carefully and in our hearts ask the Lord: We do not want wars [but] peace forever, to love here our fair laws. |
| Erregutu diogun Jaungoico jaunari Paquea emateco Orain eta beti: Bay eta indarrare Cedorren lurrari Eta bendiciyoa Euscal erriyari.               | Erregutu diogun Jaungoiko jaunari Bakea emateko Orain eta beti: Bai eta indarra ere Zetorren lurrari Eta benedizioa Euskal Herriari.             | We ask of the Lord God that he gives us peace, now and forever: and strength as well to His land and the blessing for the Basque land.               |
| Orain cantaditzagun Laubat bertzo berri Gure provinciaren Alabantzagarri: Alabac esaten du Su garrez beteric Nere biotzecua Eutzico diat nic.     | Orain kanta ditzagun Laubat bertso berri Gure probintziaren Alabantzagarri: Arabak esaten du Sukarriz beterik Nere bihotzekoa Eutsiko diat nik.  | Now let us sing four new verses in praise of our province: Alava says full of fever the one of my heart I will keep.                                 |
| Guipúzcoa urrena Arras sentituric Asi da deadarrez Ama Guernicari: Erori etzeitzen Arrimatu neri Zure cendogarriya Emen nacazu ni.                | Gipuzkoa hurrena Arras sentiturik Hasi da deiadarrez Ama Gernikari: Erori etzeitzen Arrimatu niri Zure zendogarria Hemen nazazu ni.              | Gipuzkoa next, very moved, has started with the call to mother Guernica: Do not fall: come near me! Your strengthener you have in me!                |
| Ostoa verdia eta Zañac ere fresco, Nere seme maiteac Ez naiz erorico: Beartzen banaiz ere Egon beti pronto Nigandican etzayac Itzurerazoco.       | Hostoa berdea eta Zainak ere fresko, Nere seme maiteak Ez naiz eroriko: Behartzen banaiz ere Egon beti pronto Nigandikan etsaiak Itzularaziko.   | The green leaf and the fresh veins, my dear sons, I will not let fall: If I need it too be always ready the enemies around me to force into retreat. |
| Guztiz maitagarria Eta oestarguiña Beguiratu gaitzasu Ceruco erreguiña Guerraric gabetanic Bici albaguiña. Oraindaño izandegu Guretzaco diña."    | Guztiz maitagarria Eta ostargina Begiratu gaitzazu Zeruko erregina Gerrarik gabedanik Bizi ahal bagina. Oraindaño izan dugu Guretzako diña."     | Always lovable and sky light, look at us, Queen of Heaven without war so that we can. She has been until now good to us.                             |